# رسول زرگرپور
رسول زرگرپور (زاده ۱۳۳۳ در اصفهان)، استاندار سابق استان اصفهان در دولت یازدهم و معاون سابق وزارت نیرو در امور آب می‌باشد. وی دارای فوق لیسانس راه و ساختمان از دانشگاه شیراز و دکترای رشته مدیریت استراتژیک در دانشگاه عالی دفاع ملی است.
زرگرپور در ۱۶ مهر ۱۳۸۴ از سوی وزیر نیروی وقت، پرویز فتاح به عنوان معاون وزارت نیرو در امور آب انتخاب شده بود. در این دوره به همت وی و سایر همکاران، طرح صادرات حدود ۳۰۰ میلیون متر مکعب آب شرب به کویت و شروع تجارت آب در ایران که با مخالفت هیئت دولت قبل متوقف شده بود، با تایید وزارت نیرو و هیئت دولت نهم برای تصویب و اجرا به مجلس و همچنین دولت کویت ارسال شد که در مجلس ایران با آن موافقت نشد. با اجرا نشدن این طرح، منابع آب صرف گسترش کشت در صنایع نیشکر و کشت شلتوک در خوزستان شد. وی برادر حمید زرگرپور است که پیش از این عضو هیئت مدیره و قائم‌مقام مدیر عامل شرکت مپنا بوده‌است.

## سوابق اجرایی

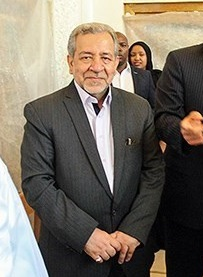
رسول زرگرپور در سال ۱۳۹۵

زرگر پور در سال‌های ۱۳۶۴ تا ۱۳۶۸ به عنوان معاون برنامه‌ریزی وزارت جهاد سازندگی مشغول به فعالیت بوده‌است.
زرگرپور مسئولیت‌هایی چون معاون هماهنگی امور عمرانی وزارت کشور در سال‌های ۱۳۶۸ تا ۱۳۷۶ و معاون امور آب وزارت نیرو در سال‌های ۱۳۷۶ تا ۱۳۸۰ را به عهده داشته‌است.
وی همچنین مسئول ستاد جهاد سازندگی شهرستان سمیرم اصفهان، مسئول کمیته عمران جهاد سازندگی استان اصفهان، مسئول جهاد سازندگی استان اصفهان، معاون برنامه‌ریزی وزارت جهاد سازندگی، معاون امور عمرانی وزارت کشور، قائم‌مقام شورای اسلامی شهر تهران، رئیس ستاد حوادث غیر مترقبه کشور، رئیس شورای عالی حمل و نقل و ترافیک کشور، معاون امور آب وزارت نیرو، رئیس کمیته ملی سدهای بزرگ کشور، رئیس کمیته ملی آبیاری و زهکشی ایران، مشاور وزیر نیرو و عضو هیئت مدیره شرکت مدیریت پژوهش‌های نیروگاهی ایران را در کارنامه خود دارد.
او همچنین عضویت در شورای پول و اعتبار، عضویت در شورای عالی بانک‌ها، عضویت در ستاد طرح‌های مهم انقلاب، عضویت در ستاد بسیج اقتصادی، عضویت در کمیسیون شورای اقتصاد، عضویت در شورای عالی ترابری کشور، عضویت در شورای برنامه‌ریزی مسکن و شهرسازی در برنامه دوم توسعه و عضویت در شورای عالی اقیانوس‌شناسی را در کارنامه خود دارد.